# Archidiecezja szczecińsko-kamieńska
Archidiecezja szczecińsko-kamieńska (łac. Archidioecesis Sedinensis-Caminensis) – jedna z czternastu archidiecezji Kościoła rzymskokatolickiego w Polsce z siedzibą w Szczecinie; diecezja utworzona 28 czerwca 1972, a podniesiona do godności archidiecezji przez Jana Pawła II 25 marca 1992 bullą Totus Tuus Poloniae populus.
Archidiecezja szczecińsko-kamieńska nawiązuje tradycją do istniejących w latach 1140–1535 diecezji: pomorskiej z siedzibą biskupią w Wolinie (do 1175) i kamieńskiej w Kamieniu Pomorskim (do 1535). 

## Historia

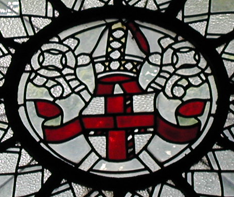
Herb biskupstwa kamieńskiego (witraż z katedry kamieńskiej)

### Tło historyczne
Podobnie jak rządzący królestwami Skandynawii czy cesarze Świętego Cesarstwa Rzymskiego, także władcy wczesnopiastowscy podejmowali próby podporządkowania sobie niechrześcijańskich Słowian zamieszkujących południowe wybrzeże Bałtyku na długo przed ogłoszeniem przez Eugeniusza III bulli Divina dispensatione (1147) wzywającej oficjalnie do rozpoczęcia krucjat. Polskim akcentem w tych wczesnych próbach chrystianizacji Pomorza było istniejące krótko biskupstwo kołobrzeskie (1000–1007/1015), czy nieudana misja bosonogiego mnicha Bernarda na Wolinie (1122) w ramach akcji chrystianizacyjnej Bolesława Krzywoustego na Pomorzu Zachodnim. 

### Biskupstwo pomorskie (1140–1175)
Wskutek przeprowadzenia przez bamberskiego biskupa Ottona dwóch misji chrystianizacyjnych w latach 1124–1125 oraz w roku 1128, na ziemiach księcia Warcisława I założono łącznie 14 kościołów w 12 lokalizacjach tworząc funkcjonującą sieć parafii. Z niejasnego jednak powodu bp Otton aż do swojej śmierci (1139) nie sformalizował ostatecznie spraw kościelnych na Pomorzu, pomimo m.in. posiadania w swoim skarbcu poświęconego przez papieża Honoriusza II (zm. 1130) pierścienia biskupiego przeznaczonego dla przyszłego namiestnika diecezji. Insygnium owo wraz z inwestyturą przekazał desygnowanemu jeszcze przez Bolesława Krzywoustego i Warcisława I kandydatowi na biskupa pomorskiego księdzu Wojciechowi z Wolina dopiero następca Ottona – bp Egilbert. 
Ostatecznie sakry biskupiej Wojciechowi udzielił papież Innocenty II a powstanie biskupstwa pomorskiego z siedzibą w Wolinie zostało potwierdzone 14 października 1140. Bullą Ex commisa nobis papież podniósł jednocześnie kościół św. Wojciecha w Wolinie do rangi katedry i wyznaczył granice diecezji, która na wschodzie miała rozciągnąć się aż do rzeki Łeby (łac. usque ad Lebam fluvium). Bulla nie określała przynależności metropolitarnej nowego biskupstwa. 

### Biskupstwo kamieńskie (1175–1534)

Położenie diecezji kamieńskiej około 1400 roku

W 1175 siedziba biskupstwa została przeniesiona do Kamienia Pomorskiego. Diecezja, zwana odtąd kamieńską, od początku swego istnienia miała przywilej wolności, co oznaczało, że biskupstwo to na zawsze (łac. perpetuis temporibus) podlegało bezpośrednio Stolicy Apostolskiej.  
Biskupstwo kamieńskie sąsiadowało:
- od zachodu – z diecezją w Schwerinie (granica prowadziła wzdłuż rzeki Ryck oraz przez miejscowości Widz, Wotenick i Nebel),
- od południowego zachodu – z biskupstwami w Havelbergu (granica biegła na linii Landgraben–Tollense–Piana) i Brandenburgu (oddzielone pograniczem brandenbursko-rańskim),
- od południa – z diecezją lubuską (diecezje rozgraniczała linia Warty; ziemia tuczeńska należała do biskupstwa kamieńskiego, a ziemia kostrzyńska – lubuskiego) i z biskupstwem poznańskim (granica biegła Wartą, Notecią i Drawą),
- od południowego wschodu – z arcybiskupstwem gnieźnieńskim (archidiakonat w Słupsku przynależny był biskupstwu kamieńskiemu)
- od wschodu – z diecezją włocławską (granicę stanowiła rzeka Łeba; ziemia bytowska w diecezji kamieńskiej)[7]

Biskupi kamieńscy rezydowali na zamku w Golczewie (1304) a od 1370 na zamku w Karlinie.  

### Okres protestancki na Pomorzu (1534–1945)
Na sejmie trzebiatowskim (1534) zgromadzonym pod przewodnictwem książąt pomorskich Barnima IX i Filipa I, a także w obecności urzędującego biskupa kamieńskiego Erazma Manteuffela, książęta podjęli decyzję o konwersji na protestantyzm i przyjęciu luteranizmu jako religii państwowej na Pomorzu. Przyjęto napisaną przez Jana Bugenhagena Ordynację Kościelną księstwa. Stworzono państwowy Pomorski Kościół Ewangelicki (niem. Pommersche Evangelische Kirche). Wprowadzono liturgię protestancką, utworzono konsystorz i urząd superintendenta oraz przeprowadzono sekularyzację dóbr kościelnych. W 1545 świeżo powołany biskup kamieński Bartłomiej Swawe opierając się na wytycznych Ordynacji Kościelnej zrzekł się praw do dominium i przekazał zwierzchnictwo nad diecezją książętom pomorskim, co było jednoznaczne z zerwaniem związków biskupstwa ze Stolicą Apostolską. Ta formalna schizma i przekazanie Gryfitom majątku diecezjalnego spotkały się z kontrreformacyjnym sprzeciwem gorliwego katolika cesarza Karola V będącego suwerenem Pomorza. W 1549 Swawe został zmuszony do rezygnacji a protestancka kamieńska kapituła katedralna działając pod presją cesarza wybrała na jego miejsce luteranina Marcina Wejhera, który – pomimo swego wyznania – otrzymał w 1551 bullę prekonizacyjną od papieża Juliusza III. Wobec postanowień kończącego drugą wojnę szmalkaldzką augsburskiego pokoju religijnego (1555) wprowadzającego w księstwach Rzeszy zasadę cuius regio, eius religio, po śmierci Wejhera (zm. 1556) urząd biskupa kamieńskiego stał się tytułem książąt pomorskich. 
Po załamaniu się struktur diecezji kamieńskiej, katolicką jurysdykcję nad obszarem Pomorza przejął Apostolski Wikariat Północny (niem. Apostolisches Vikariat des Nordens). Instytucja ta początkowo podlegała nuncjuszowi apostolskiemu z Kolonii, została następnie (1622) przekazana nuncjaturze warszawskiej. Później (1819) podlegała biskupowi wrocławskiemu. W 1829 wydzielono w strukturach wikariatu osobną delegaturę dla Brandenburgii i Pomorza rezydującą w Berlinie.

### Po 1945
Powstanie współczesnej archidiecezji związane było z wydarzeniami po II wojnie światowej i organizacją życia Kościoła katolickiego w Polsce Ludowej. Z uwagi na sytuację polityczną tereny Pomorza Zachodniego wchodziły w skład administratury apostolskiej z siedzibą w Gorzowie Wielkopolskim.
Po nawiązaniu stosunków dyplomatycznych między Republiką Federalną Niemiec a Polską Rzecząpospolitą Ludową 28 czerwca 1972 Paweł VI bullą (łac.) Episcoporum Poloniae coetus na terenach administracji gorzowskiej utworzył trzy pełnoprawne diecezje, w tym diecezję szczecińsko-kamieńską z siedzibą biskupią w Szczecinie. Powołana w ten sposób jednostka kościelna była sufraganią metropolii gnieźnieńskiej. 25 marca 1992, w wyniku reformy administracyjnej Kościoła katolickiego w Rzeczypospolitej Polskiej, Szczecin stał się na mocy papieskiej bulli Totus Tuus Poloniae populus siedzibą metropolii szczecińsko-kamieńskiej (w skład której jako sufraganie wchodzą także diecezje: koszalińsko-kołobrzeska oraz zielonogórsko-gorzowska).

## Biskupi

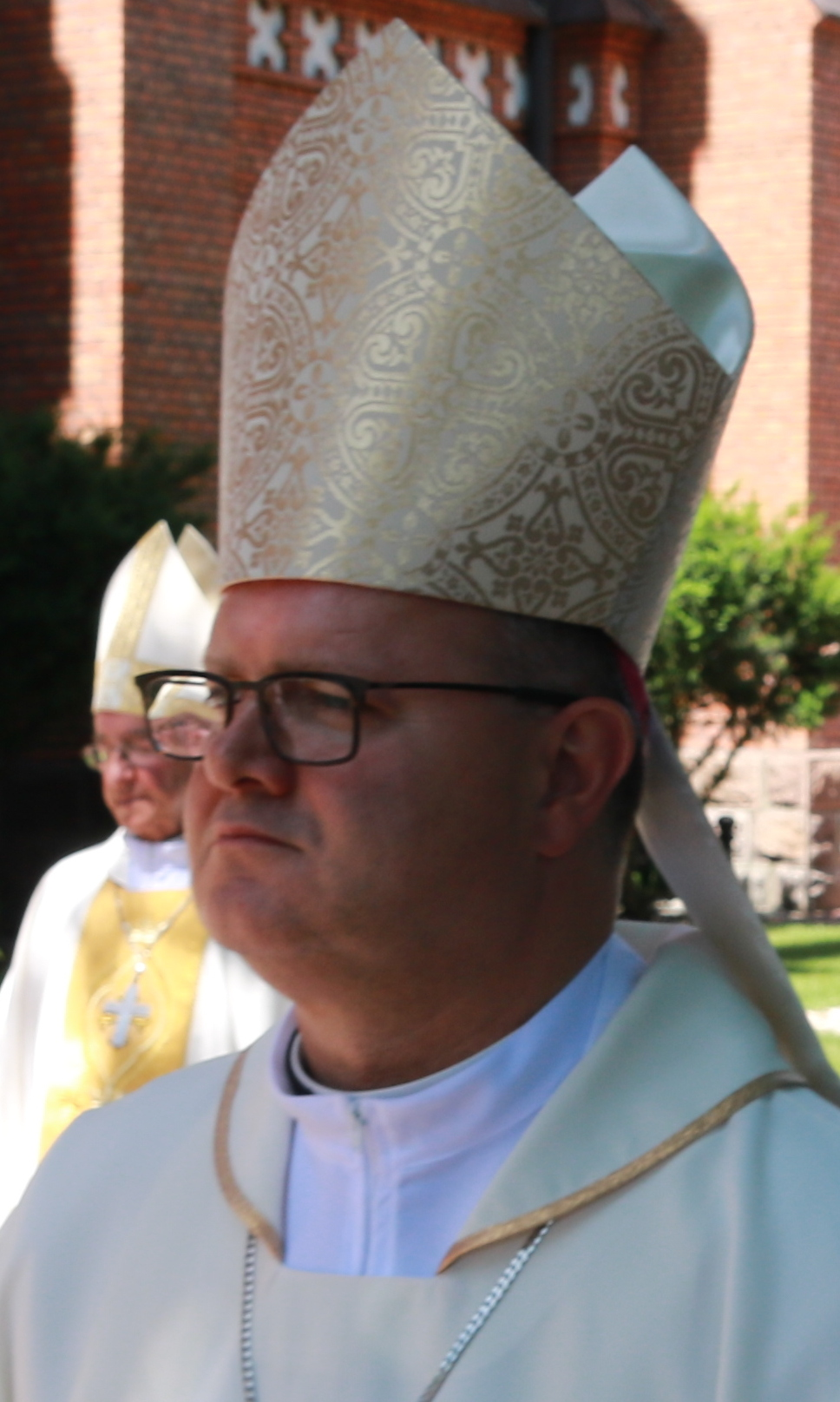
Wiesław Śmigiel – metropolita

### Biskup diecezjalny
- abp Wiesław Śmigiel – metropolita szczecińsko-kamieński od 2024

### Biskup pomocniczy
- bp Henryk Wejman (wikariusz generalny) – od 2014

### Biskupi seniorzy
- abp Andrzej Dzięga – metropolita szczecińsko-kamieński w latach 2009–2024, senior od 2024

## Instytucje
- Kuria Metropolitalna Szczecińsko-Kamieńska (ul. Papieża Pawła VI nr 4)[9]
- Trybunał Metropolitalny
- Arcybiskupie Wyższe Seminarium Duchowne w Szczecinie
- Caritas Archidiecezjalne
- Muzeum Archidiecezjalne
- Archiwum
- Radio Plus (Szczecin, dawniej również Lipiany i Gryfice)

## Główne świątynie
Katedry:

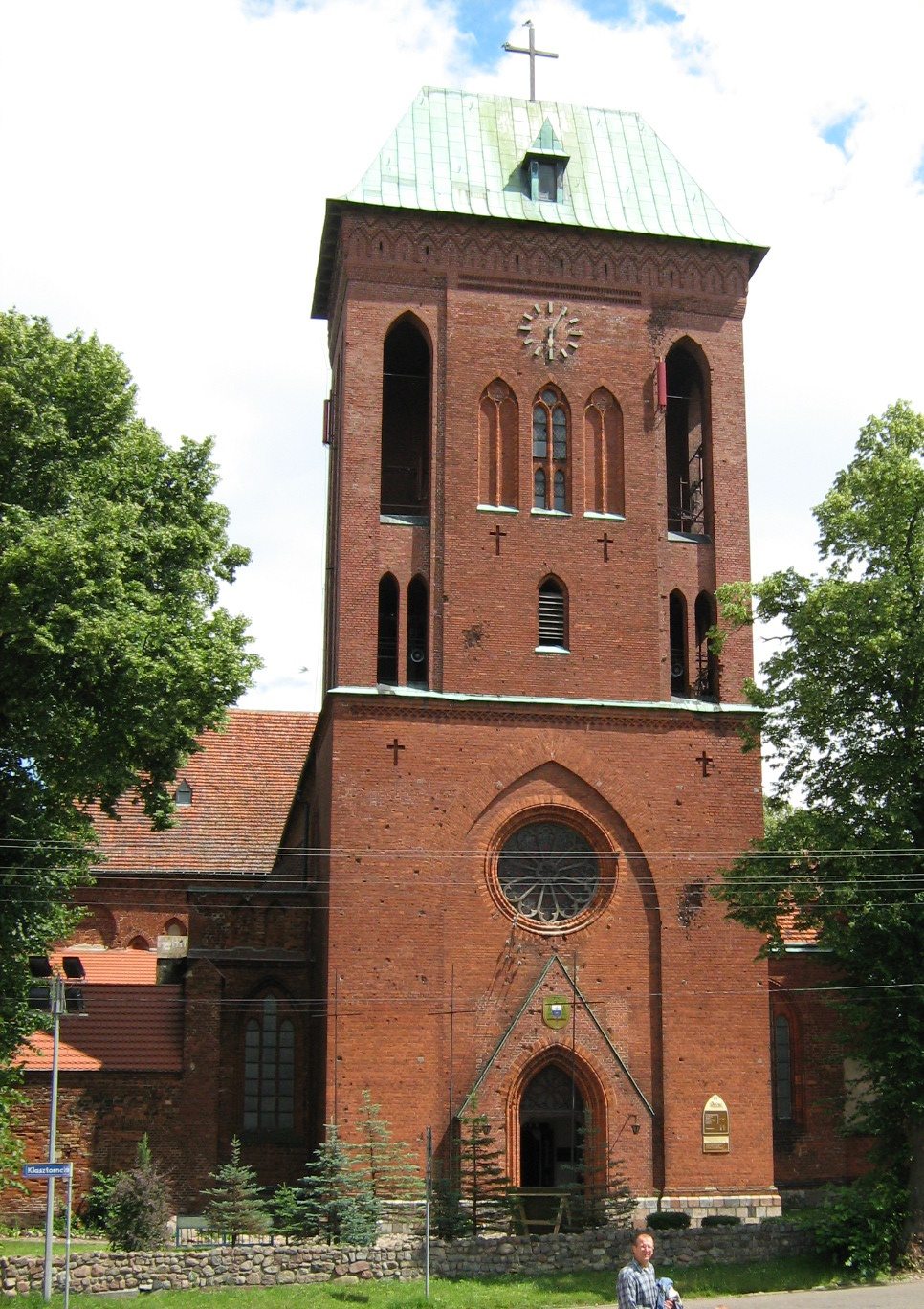
Konkatedra św. Jana Chrzciciela w Kamieniu Pomorskim

- Bazylika archikatedralna św. Jakuba w Szczecinie,
- Konkatedra św. Jana Chrzciciela w Kamieniu Pomorskim.

Kolegiaty:
- Kolegiata św. Jana Chrzciciela w Myśliborzu,
- Kolegiata Najświętszej Marii Panny Królowej Świata w Stargardzie,
- Kolegiata św. Mikołaja w Wolinie.

Sanktuaria:
- Sanktuarium Matki Bożej Brzeskiej,
- Sanktuarium Matki Bożej Nieustającej Pomocy w Choszcznie,
- Sanktuarium Miłosierdzia Bożego w Myśliborzu,
- Sanktuarium Matki Bożej Niepokalanej w Resku,
- Sanktuarium Nadodrzańskiej Królowej Pokoju w Siekierkach,
- Sanktuarium Matki Bożej Fatimskiej w Szczecinie,
- Sanktuarium Miłosierdzia Bożego w Szczecinie,
- Sanktuarium Najświętszego Serca Pana Jezusa w Szczecinie,
- Sanktuarium Macierzyństwa Najświętszej Maryi Panny w Trzebiatowie,
- Sanktuarium św. Andrzeja Boboli w Szczecinie.

## Miasta diecezji
| lp. | Herb | Miasto          | Dekanat                                                                             | Powiat       | Liczba ludności | Liczba parafii |
| --- | ---- | --------------- | ----------------------------------------------------------------------------------- | ------------ | --------------- | -------------- |
| 1   |      | Szczecin        | Szczecin: -Dąbie -Niebuszewo -Pogodno -Pomorzany -Słoneczne -Śródmieście -Żelechowa | Szczecin     | 401 907         | 47             |
| 2   |      | Stargard        | Stargard: Wschód Zachód                                                             | stargardzki  | 67 837          | 8              |
| 3   |      | Świnoujście     | Świnoujście                                                                         | Świnoujście  | 40 888          | 6              |
| 4   |      | Police          | Police                                                                              | policki      | 32 490          | 3              |
| 5   |      | Goleniów        | Goleniów                                                                            | goleniowski  | 22 216          | 3              |
| 6   |      | Gryfino         | Gryfino                                                                             | gryfiński    | 21 167          | 2              |
| 7   |      | Nowogard        | Nowogard                                                                            | goleniowski  | 16 585          | 3              |
| 8   |      | Gryfice         | Gryfice                                                                             | gryficki     | 16 415          | 2              |
| 9   |      | Choszczno       | Choszczno                                                                           | choszczeński | 15 109          | 2              |
| 10  |      | Dębno           | Dębno                                                                               | myśliborski  | 13 696          | 2              |
| 11  |      | Barlinek        | Barlinek                                                                            | myśliborski  | 13 663          | 3              |
| 12  |      | Pyrzyce         | Pyrzyce                                                                             | pyrzycki     | 12 578          | 2              |
| 13  |      | Myślibórz       | Myślibórz                                                                           | myśliborski  | 11 109          | 2              |
| 14  |      | Łobez           | Łobez                                                                               | łobeski      | 10 066          | 1              |
| 15  |      | Trzebiatów      | Trzebiatów                                                                          | gryficki     | 9 964           | 1              |
| 16  |      | Kamień Pomorski | Kamień Pomorski                                                                     | kamieński    | 8 808           | 1              |
| 17  |      | Chojna          | Chojna                                                                              | gryfiński    | 7 408           | 3              |
| 18  |      | Międzyzdroje    | Świnoujście                                                                         | kamieński    | 5 343           | 1              |
| 19  |      | Wolin           | Wolin                                                                               | kamieński    | 4 770           | 1              |
| 20  |      | Resko           | Resko                                                                               | łobeski      | 4 205           | 1              |
| 21  |      | Płoty           | Resko                                                                               | gryficki     | 3 927           | 1              |
| 22  |      | Lipiany         | Lipiany                                                                             | pyrzycki     | 3 908           | 1              |
| 23  |      | Mieszkowice     | Mieszkowice                                                                         | gryfiński    | 3 612           | 1              |
| 24  |      | Maszewo         | Maszewo                                                                             | goleniowski  | 3 363           | 1              |
| 25  |      | Chociwel        | Ińsko                                                                               | stargardzki  | 3 150           | 1              |
| 26  |      | Recz            | Choszczno                                                                           | choszczeński | 2 883           | 1              |
| 27  |      | Węgorzyno       | Łobez                                                                               | łobeski      | 2 779           | 1              |
| 28  |      | Dziwnów         | Kamień Pomorski                                                                     | kamieński    | 2 660           | 1              |
| 29  |      | Golczewo        | Golczewo                                                                            | kamieński    | 2 660           | 1              |
| 30  |      | Pełczyce        | Barlinek                                                                            | choszczeński | 2 589           | 1              |
| 31  |      | Stepnica        | Goleniów                                                                            | goleniowski  | 2 472           | 1              |
| 32  |      | Dobra           | Nowogard                                                                            | łobeski      | 2 290           | 1              |
| 33  |      | Drawno          | Drawno                                                                              | choszczeński | 2 274           | 1              |
| 34  |      | Trzcińsko-Zdrój | Chojna                                                                              | gryfiński    | 2 248           | 1              |
| 35  |      | Dobrzany        | Suchań                                                                              | stargardzki  | 2 247           | 1              |
| 36  |      | Ińsko           | Ińsko                                                                               | stargardzki  | 1 918           | 1              |
| 37  |      | Moryń           | Cedynia                                                                             | gryfiński    | 1 629           | 1              |
| 38  |      | Cedynia         | Cedynia                                                                             | gryfiński    | 1 520           | 1              |
| 39  |      | Suchań          | Suchań                                                                              | stargardzki  | 1 462           | 1              |
| 40  |      | Nowe Warpno     | Police                                                                              | policki      | 1 181           | 1              |

## Kapituły
- Kapituła szczecińska powołana 15 maja 1978[10],
- Kapituła kamieńska powołana 8 września 1979[10],
- Kapituła myśliborska powołana 1 listopada 1992[10],
- Kapituła stargardzka powołana 15 sierpnia 1995[10],
- Kapituła wolińska powołana 14 września 2008[11]

## Zakony
Zakony męskie:
| - chrystusowcy (TChr) - dominikanie (OP) - franciszkanie konwentualni (OFM Conv.) - jezuici (SI) | - kapucyni (OFM Cap.) - pallotyni (SAC) - paulini (OSPPE) - redemptoryści (CSsR) - salezjanie (SDB) - salwatorianie (SDS) |

Zakony żeńskie:
| - boromeuszki (SCB) - felicjanki (CSSF) - jadwiżanki wawelskie (CHR) - karmelitanki bose (OCD) - magdalenki (CSMM) - małe siostry Jezusa (CPSI) - marianki (SMI) | - misjonarki Chrystusa Króla (MChR) - misjonarki Miłości (MC) - misjonarki Świętej Rodziny (MSF) - salezjanki (FMA/CMW) - salwatorianki (SDS) - służebniczki Najświętszej Maryi Panny Niepokalanie Poczętej (ABMV) - uczennice Krzyża (CSDC) - urszulanki Serca Jezusa Konającego (SJK) - Zgromadzenie Sióstr Najświętszej Duszy Chrystusa Pana (ZDCh) - Zgromadzenie Sióstr Opatrzności Bożej (CSDP) | - Zgromadzenie Sióstr Jezusa Miłosiernego (ZSJM) - Zgromadzenie Sióstr Służebnic Niepokalanej Panny Maryi (SAMI (SSNPM, SSMI) |

Świeckie Instytuty Życia Konsekrowanego:
| - Instytut Świętej Rodziny |